# Bernardino Machado
Bernardino Luís Machado Guimarães ([bɨɾnaɾˈdinu mɐˈʃadu]; 28. března 1851 Rio de Janeiro – 29. dubna 1944 Porto) byl portugalský politik. V letech 1915–1917 a 1925–1926 zastával úřad portugalského prezidenta, v obou případech jeho vládu ukončil puč.
Bernardino Machado pocházel z brazilské šlechtické rodiny. Roku 1860 se odstěhoval do Portugalska, kde získal občanství roku 1872. Vystudoval filozofii (doktorát 1876) a ekonomii na Univerzitě v Coimbře a nějakou dobu pak na této škole učil. Roku 1882 se jeho ženou stala Elisa Dantasová Gonçalvesová Pereirová, s níž měl 16 dětí; jedním z jeho zeťů pak byl spisovatel Aquilino Ribeiro.
Do politiky Machado vstoupil roku 1882, kdy byl poprvé zvolen poslancem. Měl několik ministerských pozic včetně krátké premiérské na počátku roku 1921. Po puči v roce 1917 byl na čas v exilu, po svém svržení roku 1926 musel utéci do ciziny na mnoho let a po návratu nesměl veřejně působit.

## Vyznamenání
- velkokříž Řádu věže a meče – Portugalsko, 6. října 1917[1]
- velkokříž s řetězem Řádu Karla III. – Španělsko, 1917